# Burgundski rat
Burgundski rat ili franačko osvajanje Burgundskog Kraljevstva (fra. La guerre de Burgondie ili conquête du royaume des Burgondes par les Francs) bio je rat između Franaka i Drugog Burgundskog Kraljevstva. Izbio je 523., a završio 534. godine. Franci su pobijedili. Burgundski poraz bio je potpun, jer su franačke kneževine pripojile burgundsku državu.

## Povod
Burgundski je dvor potresao sraz dviju dinastija. Burgundskog kralja Kilperika II. ubio je njegov brat Gundobad 493. godine. Stoga je Kilperikova kćer Klotilda izbjegla u franačke zemlje. Ondje se udala za njihova kralja Klodviga I. Ondje je spremala uzvrat stricu. Supruga i sinove poticala je na rat protiv njega. 

## Tijek događaja
Klotildin stric Gunbodad si je utvrdio položaj na dvoru oko 500. godine. Štoviše, s Klodvigom je uspostavio dobre odnose. Da bi to postigao, prešao je na kršćanstvo, vjeru na koju je Klodviga prevela supruga Klotilda. Takvo je stanje potrajalo do Gundobadove smrti 516. godine. Na prijestolju ga je naslijedio sin Žigmund. Isti se već 522. posvadio sa svojim sinom, jer mu se isti bio suprotstavio 517. godine i uvrijedio njegovu novu suprugu, pa ga je Žigmund dao zadaviti.
Francima je to bilo izlikom za zaratiti protiv Burgunda. Žigmunda su porazili i zarobili te ga odveli u zarobljeništvo u Orléans, dok su Burgundsko Kraljevstvo pripojile franačke kneževine od kojih je poslije nastala Franačka. 

## Ratni preokret
Sve to nije obeshrabrilo njegove pristaše. Njegov brat Godomar III. se je nastavio opirati. S pristašama je podigao ustanak. Uz pomoć ostrogotskog kralja Teodorika Velikog ponovno je osvojio vlast u Burgundiji i masakrirao franački garnizon. 
Franački kralj Klodomer je za osvetu dao smaknuti Žigmunta i njegove sinove Gisalda i Gondebada. Potom je krenuo u drugi pohod. Sve je to rezultiralo bitkom kod Vézeroncea 25. lipnja 524. godine. Ishod bitke nije ostao jasnim, no poznato je da je u bitci poginuo franački kralj Klodomer. 

## Kraj rata
Sukobi i burgundski otpor nisu prestali, nego su potrajali sve bitke kod Atuna 532. godine, kad su Burgundi doživjeli konačni poraz. Pobunjenički vođa Godomar ubijen je 534. čime je prestalo postojati Drugo Burgundsko Kraljevstvo.